# Südlohn
Südlohn is een plaats en gemeente in de Duitse deelstaat Noordrijn-Westfalen, gelegen in de Kreis Borken. De gemeente telt 9.370 inwoners (31 december 2020) op een oppervlakte van 45,55 km².

## Gemeentekernen
Südlohn bestaat uit twee Ortsteile:

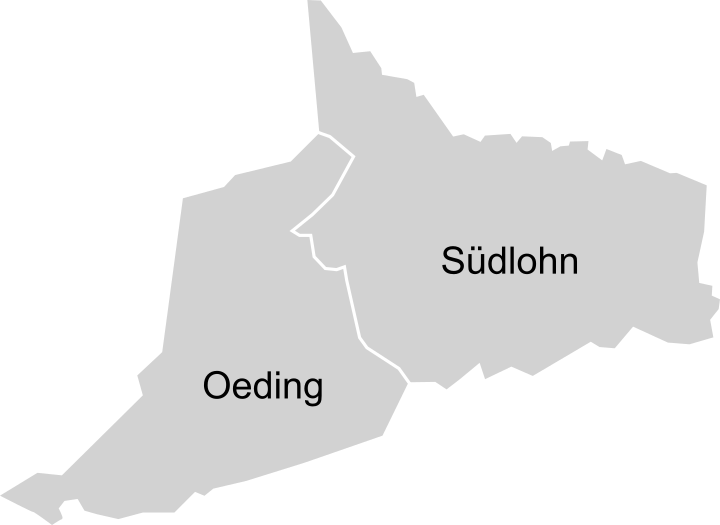
Situering Ortsteile van Südlohn

- Ortsteil Südlohn in het oosten, met volgens de gemeentewebsite, per een onbekende datum in 2021, 5.391 inwoners[2]

Tot Südlohn zelf worden de volgende gehuchten (Duits: Bauerschaften) gerekend:
Brink, Eschlohn, Horst, Trimbach, Tünte, Venn en Wienkamp.
- Ortsteil Oeding in het westen, tegen de Nederlandse grens aan, met 3.956 inwoners

Tot Oeding worden de volgende gehuchten gerekend:
Ebbinghook, Feld, Fresenhorst, Hessinghook, Hinterm Busch, Look, Pingelerhook en Sickinghook.
Totale bevolking in 2021, volgens de hierboven aangehaalde bron, 9.347 personen.

## Ligging, infrastructuur
Südlohn ligt in het uiterste westen van het Münsterland aan de grens met de provincie Gelderland in Nederland. Door Südlohn en Oeding loopt, ten dele door kleine natuurreservaten heen,  de beek Boven-Slinge. Deze is niet bevaarbaar.

### Aangrenzende gemeenten
| Aangrenzende gemeenten | Aangrenzende gemeenten | Aangrenzende gemeenten | Aangrenzende gemeenten | Aangrenzende gemeenten |
| ---------------------- | ---------------------- | ---------------------- | ---------------------- | ---------------------- |
|                        |                        | Vreden                 |                        | Stadtlohn              |
|                        |                        |                        |                        |                        |
| Winterswijk (NL)       | Gescher                |                        |                        |                        |
|                        |                        |                        |                        |                        |
|                        |                        | Borken                 |                        | Velen                  |

### Wegverkeer
De west-oost verlopende Bundesstraße 525 is een belangrijke verkeersader in de gemeente. De weg loopt van de Nederlandse grens bij Winterswijk, door Oeding heen, zuidelijk langs Südlohn, zuidelijk langs Gescher, via afrit 33 van de Autobahn A31 (Oost-Friesland - Ruhrgebied) naar Coesfeld.
In de gemeente wordt deze B525 door twee andere, beide ongeveer  van noordnoordoost naar zuidzuidwest lopende, hoofdwegen gekruist:
- een weg van Gronau (Westfalen) via Alstätte en Vreden naar Oeding, en van daar verder naar Burlo, gem. Borken, en Rhede bij Bocholt;
- de Bundesstraße 70 van Ahaus via Stadtlohn naar Südlohn, en van daar verder naar Borken en Raesfeld.

### Openbaar vervoer
Vanaf 1902 tot 1988 bestond de spoorlijn Borken - Burgsteinfurt, die ook door Südlohn liep. De gemeente heeft sinds 1988 geen spoorwegaansluiting meer. Er zijn, anno 2021 nog niet geconcretiseerde, maar wel politiek breed gesteunde, plannen om deze spoorweg, al dan niet op een nieuw tracé, terug aan te leggen. De spoorlijn Borken-Essen vanuit station Borken, en aan de andere kant van de grens station Winterswijk bieden de dichtstbijzijnde mogelijkheden om per trein verder te reizen. 
Met een buurtbusje (BürgerBus) wordt van maandag t/m vrijdag 5 x per dag van Stadtlohn naar Südlohn v.v. gereden. Tot aan de COVID-19-crisis, t/m 2019, reed zo'n busje op die dagen ook 4 x van Oeding naar Winterswijk v.v., maar dit vervoer is daarna stilgelegd. Hervatting in 2022 ligt wel in de bedoeling.
Een busdienst (76) met een hogere frequentie (uurdienst van 06.00-20.00) rijdt van Ahaus via Stadtlohn en Südlohn naar Oeding, en verder via Weseke naar Borken v.v. Deze bus rijdt als enige  ook op zaterdag, en op zondag na 11.00.
Des avonds na 20.00 en in de weekends is er verder in, van en naar de gemeente Südlohn zo goed als geen openbaar vervoer.

## Geschiedenis

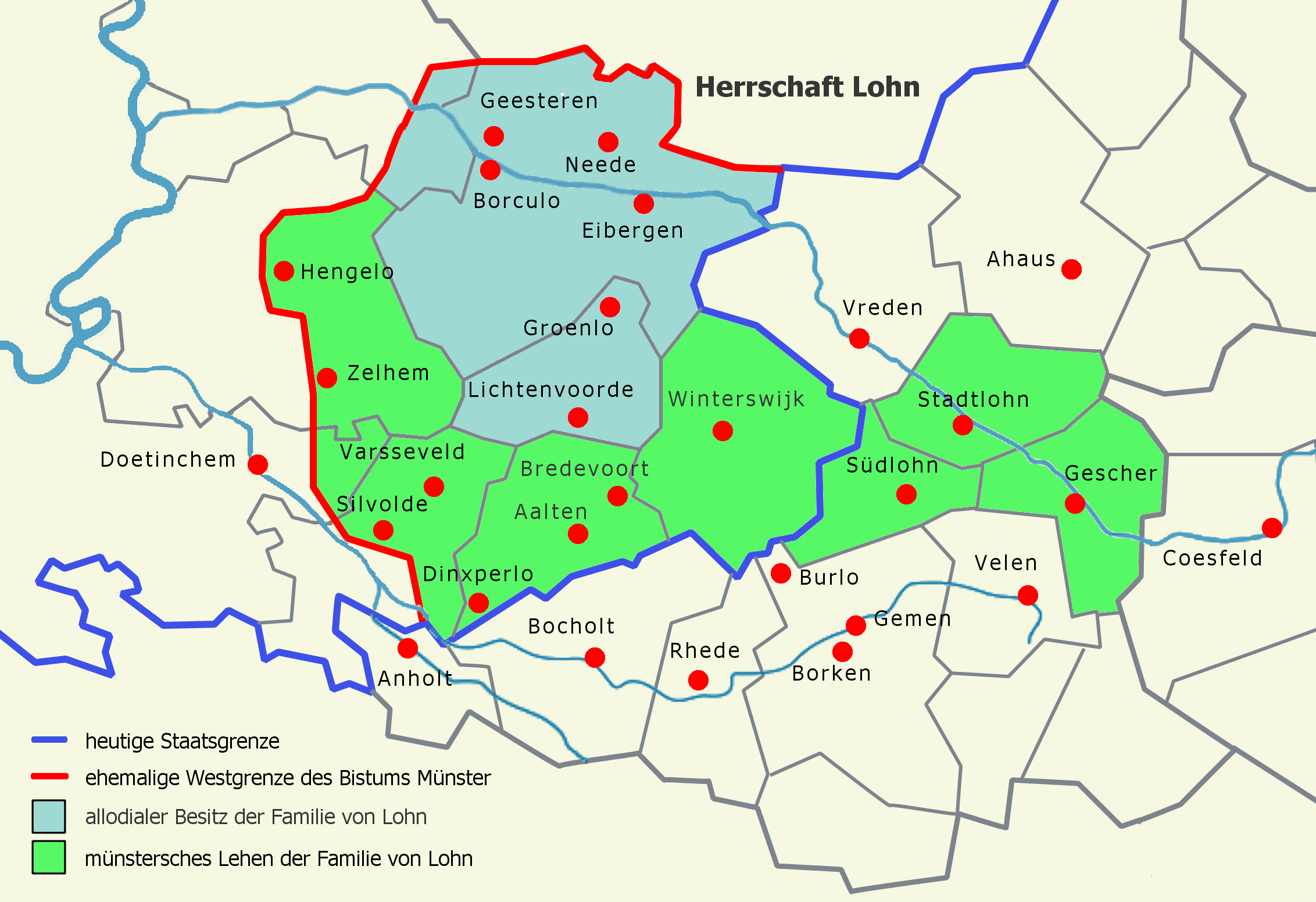
Graafschap Lohn (tot 1316)
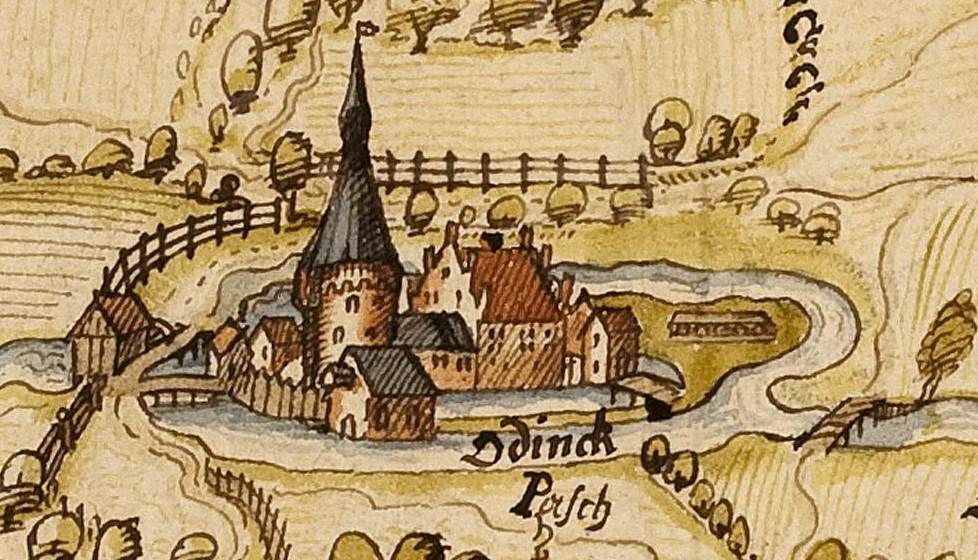
De burcht Oeding in 1599

Zie ook: Graafschap Lohn.
In de middeleeuwen was Südlohn tot 1316 onderdeel van de Heerlijkheid Bermentfelde, die weer behoorde tot het Graafschap Lohn. Dit was grotendeels (zie kaartje) Lehensgut van, onderhorig aan het Prinsbisdom Münster. In 1316 verdween dit graafschap; nadien werd, na een mislukte Gelderse annexatiepoging (zie: Strijd om Bredevoort),  Südlohn vanaf circa 1324 door andere vazallen van de prinsbisschop bestuurd. 
In 1597 werd Südlohn in het kader van de Tachtigjarige Oorlog voorzien van vestingwerken en werd voorzien van gracht en stadswallen. Sinds het verlenen van marktrechten in 1617 wordt Südlohn ook wel als wigbold (te vergelijken met een vlek, dus een plaats met een status tussen dorp en stad in) beschouwd. Met de invoering van een stadszegel in 1761 werd de wording van wigbold bekrachtigd, op het zegel staat geschreven: Sigil des Wigbohlt Sutloh. 
In de Dertigjarige Oorlog (1618-1648) had de gehele streek veel te lijden van oorlogsgeweld en van pestepidemieën. De politieke ontwikkeling tot en met de 18e eeuw bewerkte, dat vrijwel alle christenen in de gemeente tot op de huidige dag rooms-katholiek zijn gebleven.
Het voormalige stamslot van een nevenlijn uit de graven van Lohn is gelegen aan de Slinge. Het herenhuis, de havezate Haus Lohn,  werd in 1795 na een brand herbouwd. Het is het enige vroeg classicistische landgoed in de Kreis Borken.
Onder Pruisische heerschappij ontstonden er meer mogelijkheden voor protestanten in de regio, om hun godsdienst uit te oefenen. In 1824 werd ten behoeve van diverse kerkelijke gemeentes in de regio een klein protestants kerkgebouw in Nederlands-classicistische stijl gebouwd.
Tussen 1897 en plm. 1970 was er in Südlohn, evenals in vrijwel alle omliggende gemeenten, sprake van enige textielindustrie (twee industriële weverijen).

## Economie
De voornaamste pijler van de economie in de gemeente Südlohn is midden- en kleinbedrijf van plaatselijk en regionaal belang. Daarvoor zijn enige bedrijventerreinen aanwezig. Daarnaast is er, vanwege de fraaie omgeving, enig toerisme. Ook de agrarische sector is nog steeds een niet te verwaarlozen bron van bestaan.

## Bezienswaardigheden, evenementen
- De laatgotische Sint-Vituskerk te Südlohn bezit een monumentaal, in 1838 gebouwd en in 2013 gerestaureerd orgel. In de kerk zijn enige laatgotische gewelfschilderingen aanwezig (na 1961 gerestaureerd). De kerk werd in 1936 uitgebreid en van de huidige kerktoren voorzien.
- Burchttoren te Oeding: Nadat de burcht van Oeding, eigendom van een heer van Bermentfelde,  in 1372 was vernietigd door de toenmalige bisschop van Münster, werd deze weer direct herbouwd. De gewelven van de burcht en de toren, die dateert uit de tweede helft van de 15e eeuw, zijn bewaard gebleven. De toren maakt sedert 1979 deel uit van een hotelpand.
- De Sint-Jakobskerk van Oeding is een neoromaanse kerk, die in 1911 werd gebouwd. Opvallend zijn Jugendstilelementen in de vensters van de kerk.
- Natuurgebied Lohner Heide  ten oosten van Südlohn met bos en beekdallandschappen
- Wandelroute Kommiezenpad langs o.a. de historische grensstenen uit 1753 en 1766 op de Duits-Nederlandse grens
- De gemeente ligt in het door zijn fietstoerisme bekende Münsterland; er lopen enkele langeafstands-fietsroutes doorheen.
- De oorspronkelijk uit 1812 daterende zaagmolen Menke te Südlohn (incidenteel te bezichtigen)
- De Jakobihalle te Oeding is de belangrijkste sport- en evenementenhal van de gemeente Südlohn. Het gebouw is ook een trefpunt binnen het veelzijdige verenigingsleven in de gemeente.
- In de gemeente worden 4 x per jaar schuttersfeesten gehouden. Ook het carnaval is voor de plaatselijke bevolking een belangrijk evenement.

## Afbeeldingen

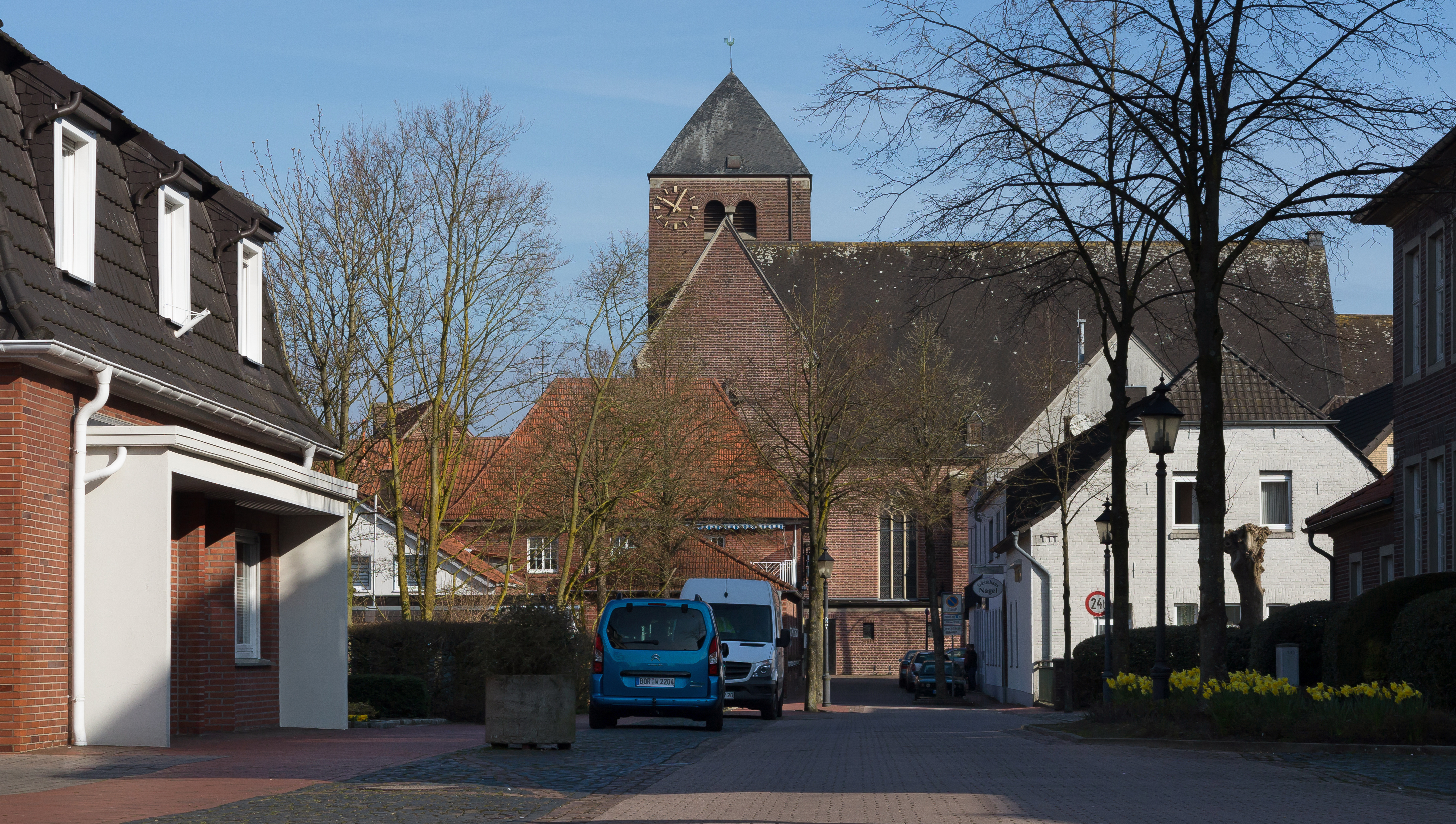
Südlohn, gezicht op de R.K.  Sint-Vituskerk
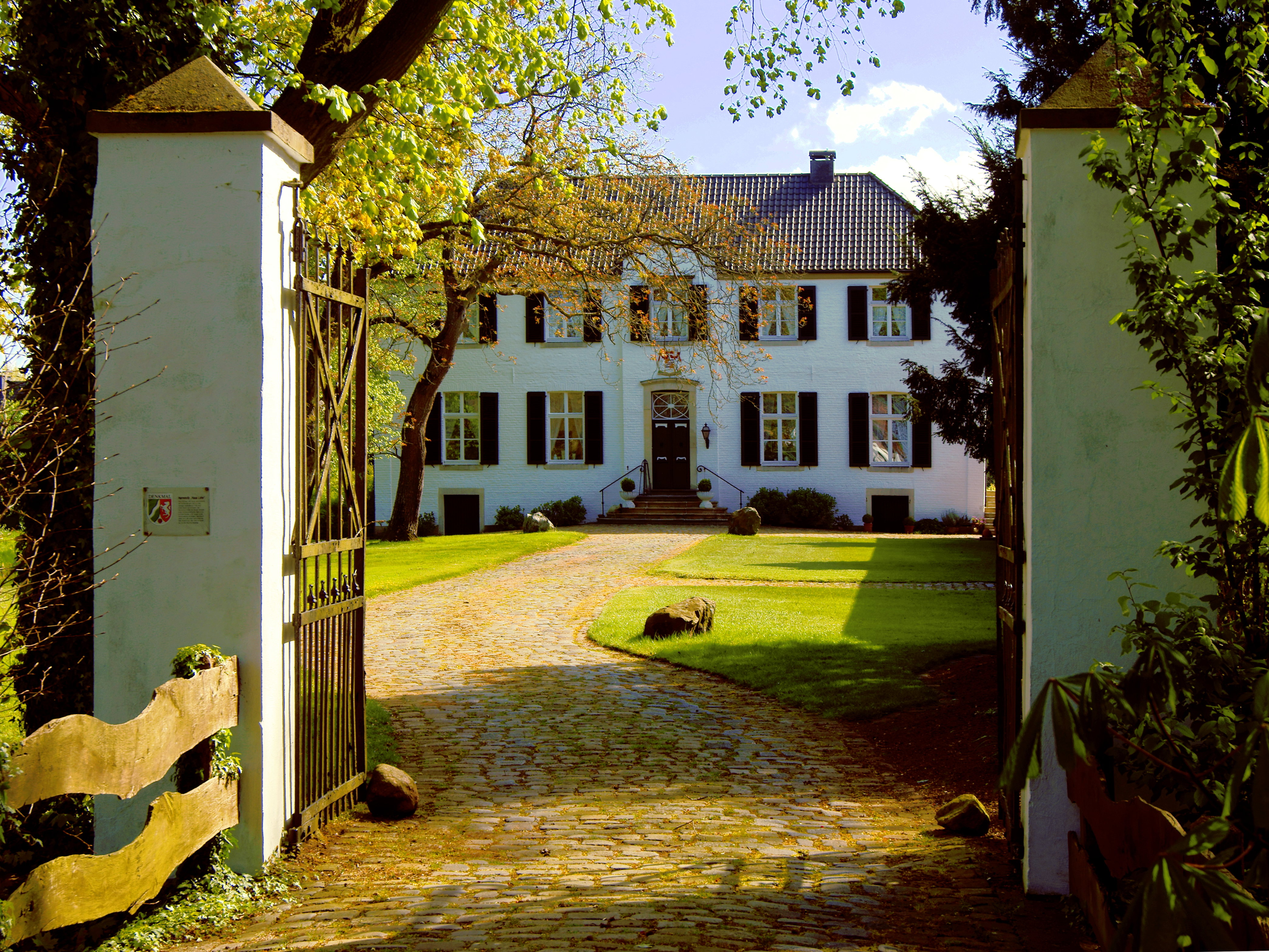
Havezate Haus Lohn (niet te bezichtigen)
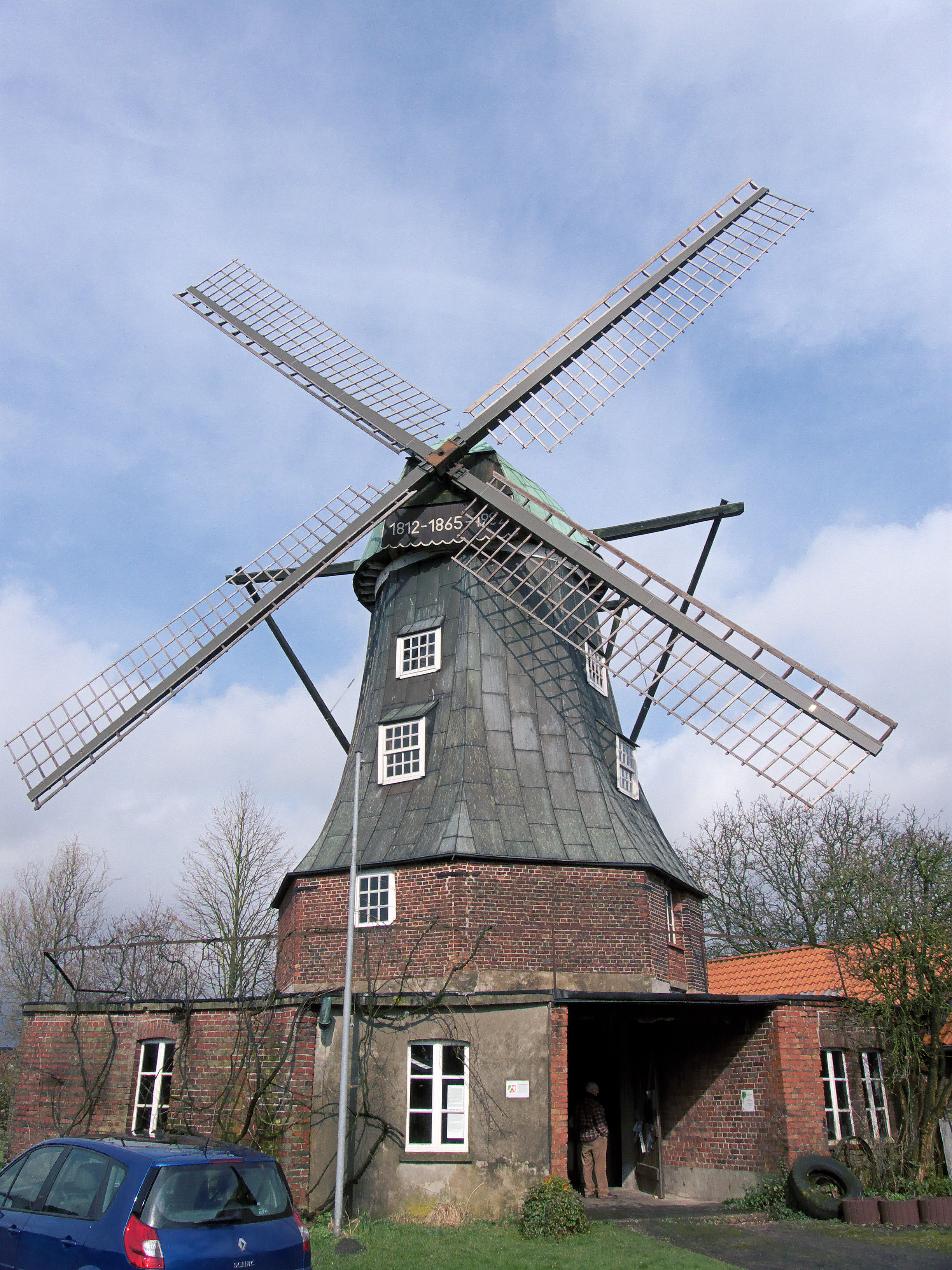
Windmolen Menke, Südlohn, 2009
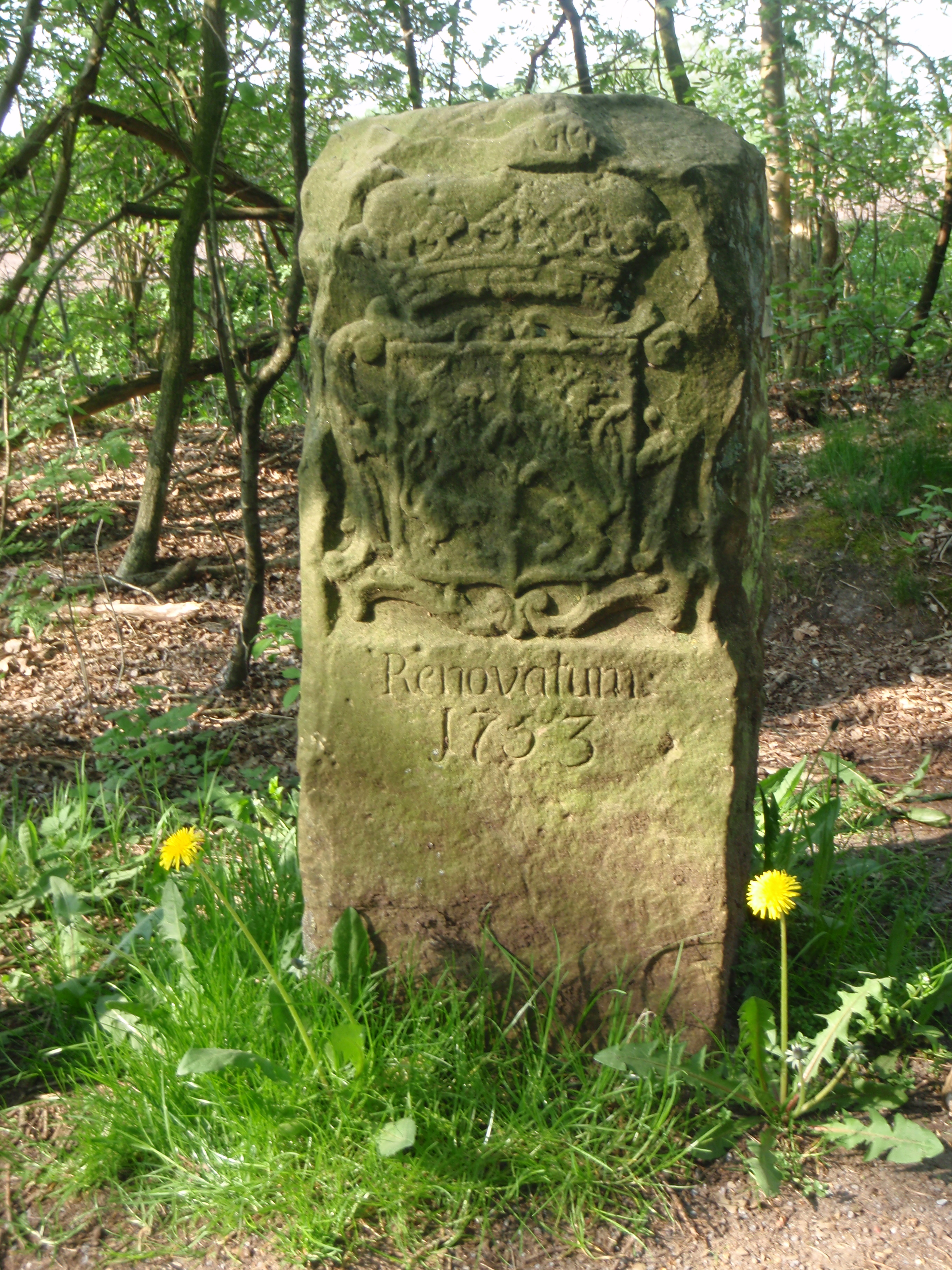
St.Vitus-grenssteen Münster-Gelderland, 1753
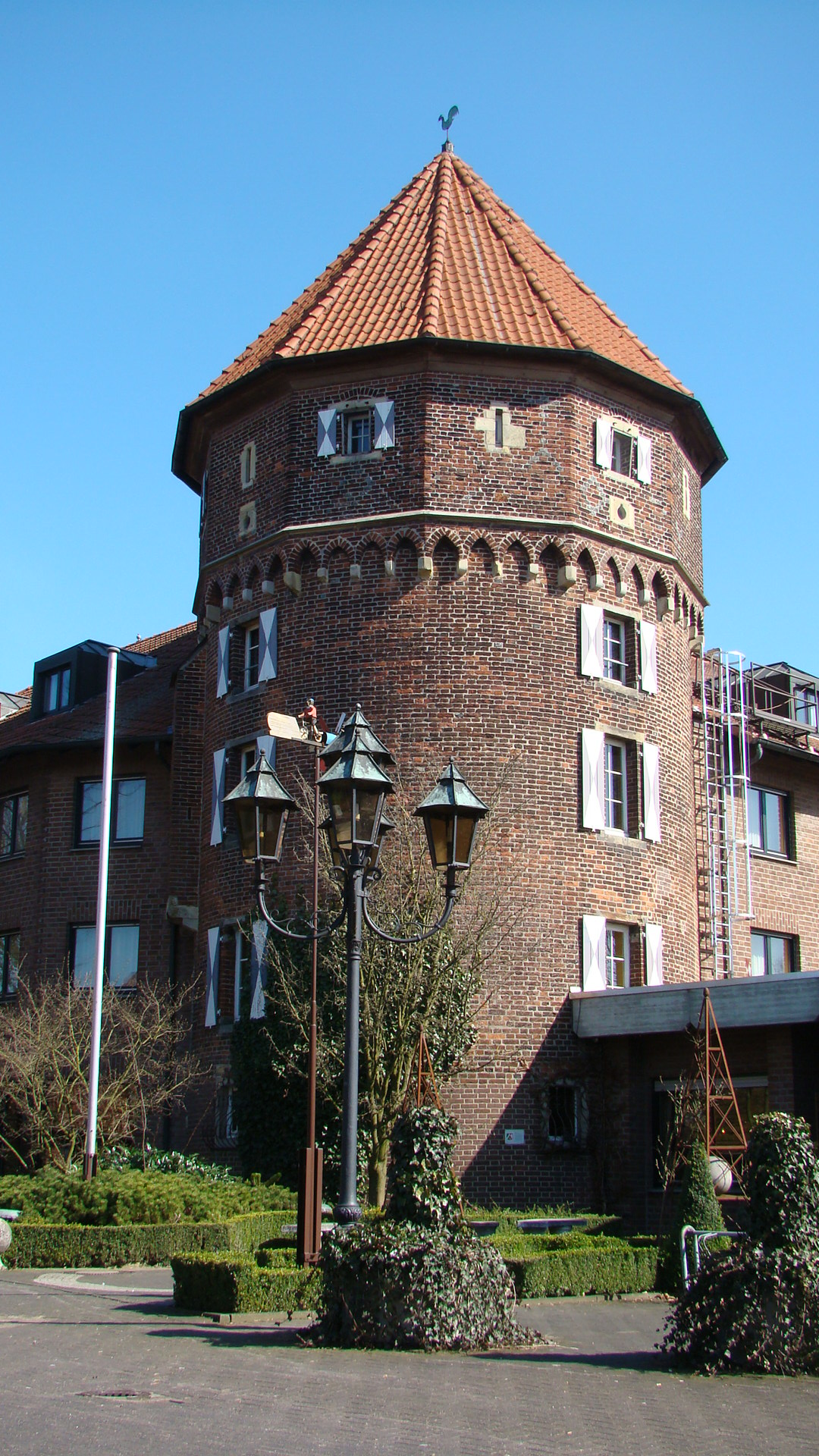
Burchttoren, Oeding
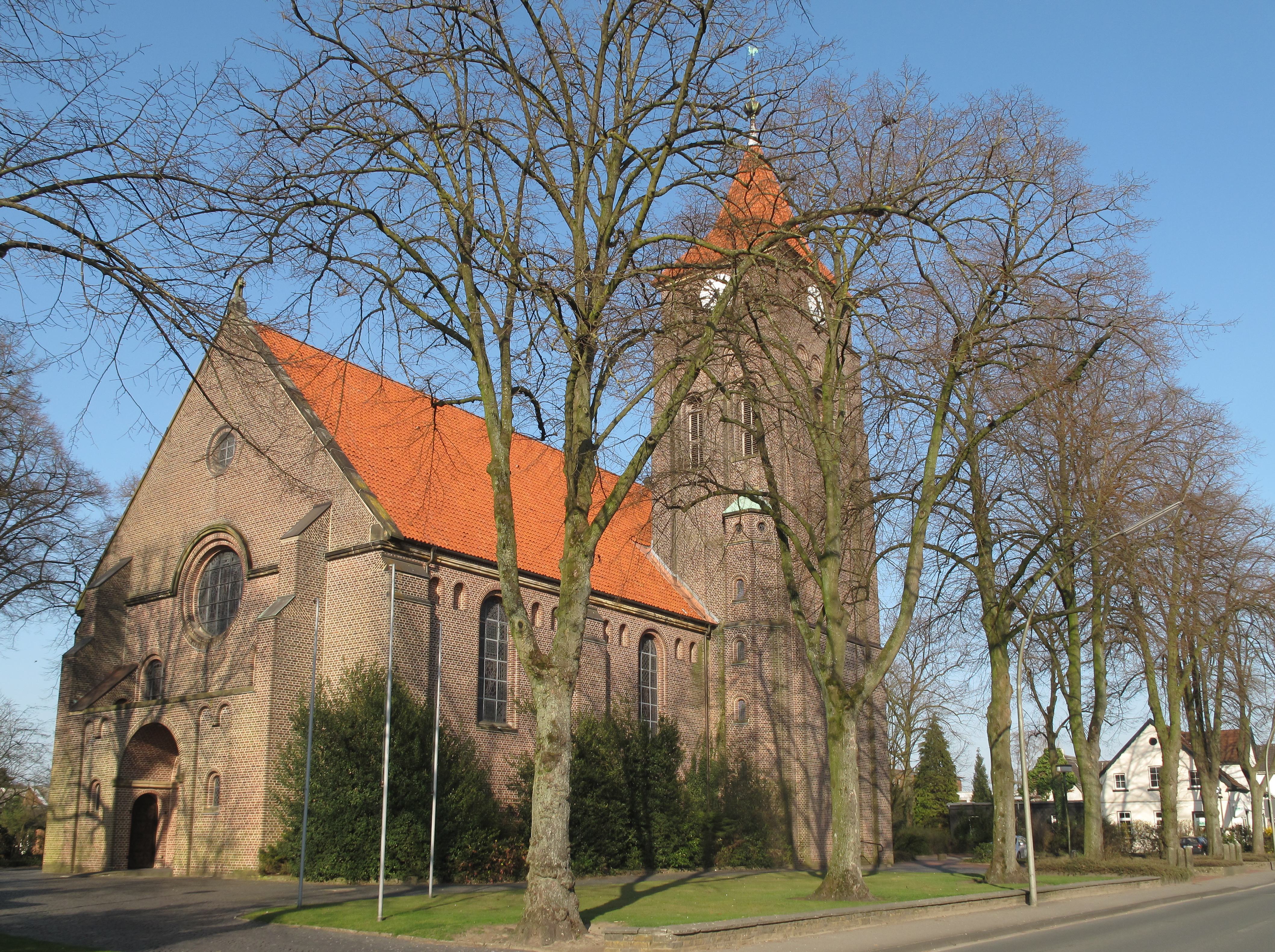
De Jacobskerk te Oeding
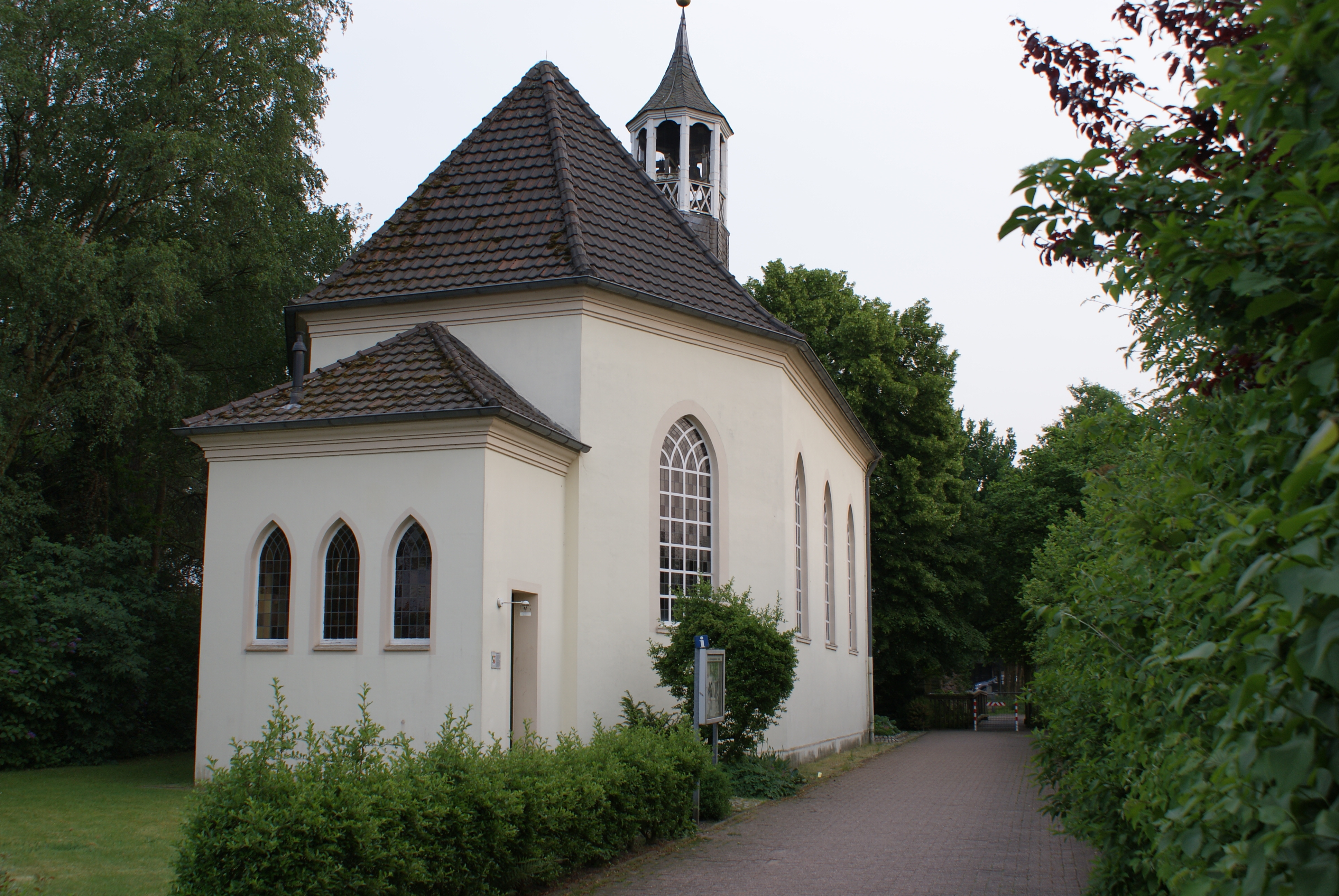
Evangelisch-luthers kerkje (1824), Oeding

## Belangrijke personen in relatie tot de gemeente

### Geboren
- Elpidius Markötter OFM (* 8 oktober 1911 in Südlohn als Joseph Markötter; † 28 juni 1942 in Concentratiekamp Dachau), franciscaner broeder, priester en leraar,actief tegenstander van het nationaalsocialisme, o.a. vanwege een preek, waarin hij de discriminatie van Polen en Joden scherp veroordeelde, door de Gestapo gearresteerd; hij stierf in het concentratiekamp aan uitputting. De Rooms-Katholieke Kerk beschouwt hem als martelaar. Te Südlohn is een straat naar hem genoemd en een monument te zijner ere opgericht.
- Rudolf Schulten (* 16 augustus 1923 in Oeding; † 27 april 1996 in Aken), belangrijk natuurkundige (kerngeleerde), ontwerper van in kerncentrales toe te passen procedés.
- Manfred Bockenfeld (* 23 juli 1960 in Oeding), oud-profvoetballer (verdedigend middenvelder), succesvol van 1989-1994 bij SV Werder Bremen, won in 1992 in dat team de finale om de Europa Cup II; in 1994 één maal Duits international
- Marcus Ehning (Südlohn, 19 april 1974), zeer succesvol springruiter, met name in de periode 2000-2014; ook zijn jongere broer, Johannes Ehning (* 9 oktober 1982) was in deze discipline van de paardensport enige malen Europees kampioen.

### Overigen
- [4]Martin van Drunen (*1966), Nederlands deathmetalzanger en -bassist.
- Knut Reinhardt (* 27 april 1968 in Hilden), oud-profvoetballer (linker middenvelder), succesvol bij Bayer Leverkusen (1986-1991) en Borussia Dortmund (1991-1998), 7 x Duits international, woonde als kleine jongen te Südlohn

Ahaus · Bocholt · Borken ·
Gescher · Gronau · Heek · Heiden · Isselburg · Legden · Raesfeld · Reken · Rhede · Schöppingen · Stadtlohn · Südlohn · Velen · Vreden